# Mount Goldthwait
Mount Goldthwait ist ein 3815 m hoher und markanter Berg im westantarktischen Ellsworthland. Er ragt 4 km südlich des Mount Dalrymple im nördlichen Teil der Sentinel Range des Ellsworthgebirges auf.
Entdeckt wurde er von der sogenannten Marie Byrd Land Traverse Party, einer Mannschaft vorwiegend zur Erkundung des Marie-Byrd-Lands zwischen 1957 und 1958. Namensgeber ist Richard Parker Goldthwait (1911–1992), Berater des technischen Ausschusses zur Glaziologie im nationalen Komitee der Vereinigten Staaten zum Internationalen Geophysikalischen Jahr (1957–1958).